# Ryan Bates
Ryan William Bates (Langhorne, Pensilvania; 14 de febrero de 1997) más conocido como Ryan Bates, es un jugador profesional estadounidense de fútbol americano, se desempeña en la posición de lineman en Buffalo Bills, en la National Football League (NFL).

## Carrera
Hizo su debut profesional con el equipo Buffalo Bills, lleva jugando cinco temporadas, comenzó en el 2019.